# Croatian International 2001
Die Croatian International 2001 fanden vom 19. bis zum 22. April 2001 in Zagreb statt. Es war die dritte Austragung dieser internationalen Meisterschaften von Kroatien im Badminton.

## Medaillengewinner
| Disziplin    | Gold                                   | Silber                           | Bronze                             |
| ------------ | -------------------------------------- | -------------------------------- | ---------------------------------- |
| Herreneinzel | Oliver Pongratz                        | Niels Christian Kaldau           | Rune Massing                       |
| Herreneinzel | Oliver Pongratz                        | Niels Christian Kaldau           | Marco Vasconcelos                  |
| Dameneinzel  | Karina de Wit                          | Judith Meulendijks               | Petya Nedelcheva                   |
| Dameneinzel  | Karina de Wit                          | Judith Meulendijks               | Katja Michalowsky                  |
| Herrendoppel | Kristof Hopp Thomas Tesche             | Michał Łogosz Robert Mateusiak   | Bertrand Gallet Jean-Michel Lefort |
| Herrendoppel | Kristof Hopp Thomas Tesche             | Michał Łogosz Robert Mateusiak   | Chris Blair Daniel Shirley         |
| Damendoppel  | Erica van den Heuvel Nicole van Hooren | Britta Andersen Lene Mørk        | Yuan Wemyss Sandra Watt            |
| Damendoppel  | Erica van den Heuvel Nicole van Hooren | Britta Andersen Lene Mørk        | Tine Høy Karina Sørensen           |
| Mixed        | Lene Mørk Peter Steffensen             | Kristian Langbak Britta Andersen | Russell Hogg Kirsteen McEwan       |
| Mixed        | Lene Mørk Peter Steffensen             | Kristian Langbak Britta Andersen | Björn Siegemund Kathrin Piotrowski |